# Greenbrier Classic
De Greenbrier Classic is een golftoernooi in de Verenigde Staten en maakt deel uit van de Amerikaanse PGA Tour. Het toernooi werd opgericht in 2010 en vindt altijd plaats op de The Old White TPC in White Sulphur Springs, West Virginia.
In 2012 besloot The Greenbrier, een hotelresort en tevens organisator van het toernooi, hun contract te verlengen met de PGA Tour tot het jaar 2021.

## Winnaars
| Jaar | Winnaar            | Score | Score | Info                                                                         |
| ---- | ------------------ | ----- | ----- | ---------------------------------------------------------------------------- |
| 2010 | Stuart Appleby     | 258   | –22   | Appleby had in de laatste ronde 59 slagen nodig en zette een baanrecord neer |
| 2011 | Scott Stallings po | 270   | –10   | Won de play-off van Bob Estes en Bill Haas                                   |
| 2012 | Ted Potter Jr po   | 264   | –16   | Won de play-off op de 3de hole van Troy Kelly                                |
| 2013 | Jonas Blixt        | 267   | –13   |                                                                              |
| 2014 | Ángel Cabrera      | 264   | –16   |                                                                              |
| 2015 | Danny Lee po       | 267   | –13   | Won de play-off van David Hearn, Robert Streb, Kevin Kisner                  |

| Toernooirecord |  | po = winnaar na play-off |